# Фіргерренборн
Фіргерренборн (нім. Vierherrenborn) — громада в Німеччині, розташована в землі Рейнланд-Пфальц. Входить до складу району Трір-Саарбург. Складова частина об'єднання громад Кель-ам-Зе.
Площа — 8,57 км2. Населення становить 187 ос. (станом на 31 грудня 2020).